# Lavernose-Lacasse
Lavernose-Lacasse est une commune française située dans le centre du département de la Haute-Garonne en région Occitanie.
Sur le plan historique et culturel, la commune est dans le Pays toulousain, qui s’étend autour de Toulouse le long de la vallée de la Garonne, bordé à l’ouest par les coteaux du Savès, à l’est par ceux du Lauragais et au sud par ceux de la vallée de l’Ariège et du Volvestre. Exposée à un climat océanique altéré, elle est drainée par la Louge, le ruisseau de l'Aussau, le ruisseau du Rabé, le ruisseau de Gragnon et par divers autres petits cours d'eau.
Lavernose-Lacasse est une commune rurale qui compte 3 665 habitants en 2022, après avoir connu une forte hausse de la population depuis 1975. Elle appartient à l'unité urbaine de Lavernose-Lacasse et fait partie de l'aire d'attraction de Toulouse. Ses habitants sont appelés les Lavernosiens ou  Lavernosiennes.
Le patrimoine architectural de la commune comprend un immeuble protégé au titre des monuments historiques : l'église Saint-Pierre-et-Saint-Paul, inscrite en 1950.

## Géographie

### Localisation
- 1Carte dynamique
- 2Carte OpenStreetMap
- 3Carte topographique
- 4Carte avec les communes environnantes

La commune de Lavernose-Lacasse se trouve dans le département de la Haute-Garonne, en région Occitanie.
Elle se situe à 27 km à vol d'oiseau de Toulouse, préfecture du département, et à 9 km de Muret, sous-préfecture.
Les communes les plus proches sont : 
Le Fauga (2,7 km), Saint-Hilaire (3,3 km), Mauzac (3,4 km), Noé (4,8 km), Longages (4,9 km), Lherm (4,9 km), Montaut (5,1 km), Capens (6,6 km).
Sur le plan historique et culturel, Lavernose-Lacasse fait partie du pays toulousain, une ceinture de plaines fertiles entrecoupées de bosquets d'arbres, aux molles collines semées de fermes en briques roses, inéluctablement grignotée par l'urbanisme des banlieues.
Lavernose-Lacasse est limitrophe de six autres communes.
| Lherm | Saint-Hilaire     |          |
| Bérat | Lavernose-Lacasse | Le Fauga |
|       | Longages          | Noé      |

### Géologie et relief
La commune de Lavernose-Lacasse est établie à cheval sur la première et la deuxième terrasse de la Garonne, dans la plaine toulousaine de la Garonne.
La superficie de la commune est de 1 783 hectares ; son altitude varie de 181  à   210 mètres.

### Hydrographie

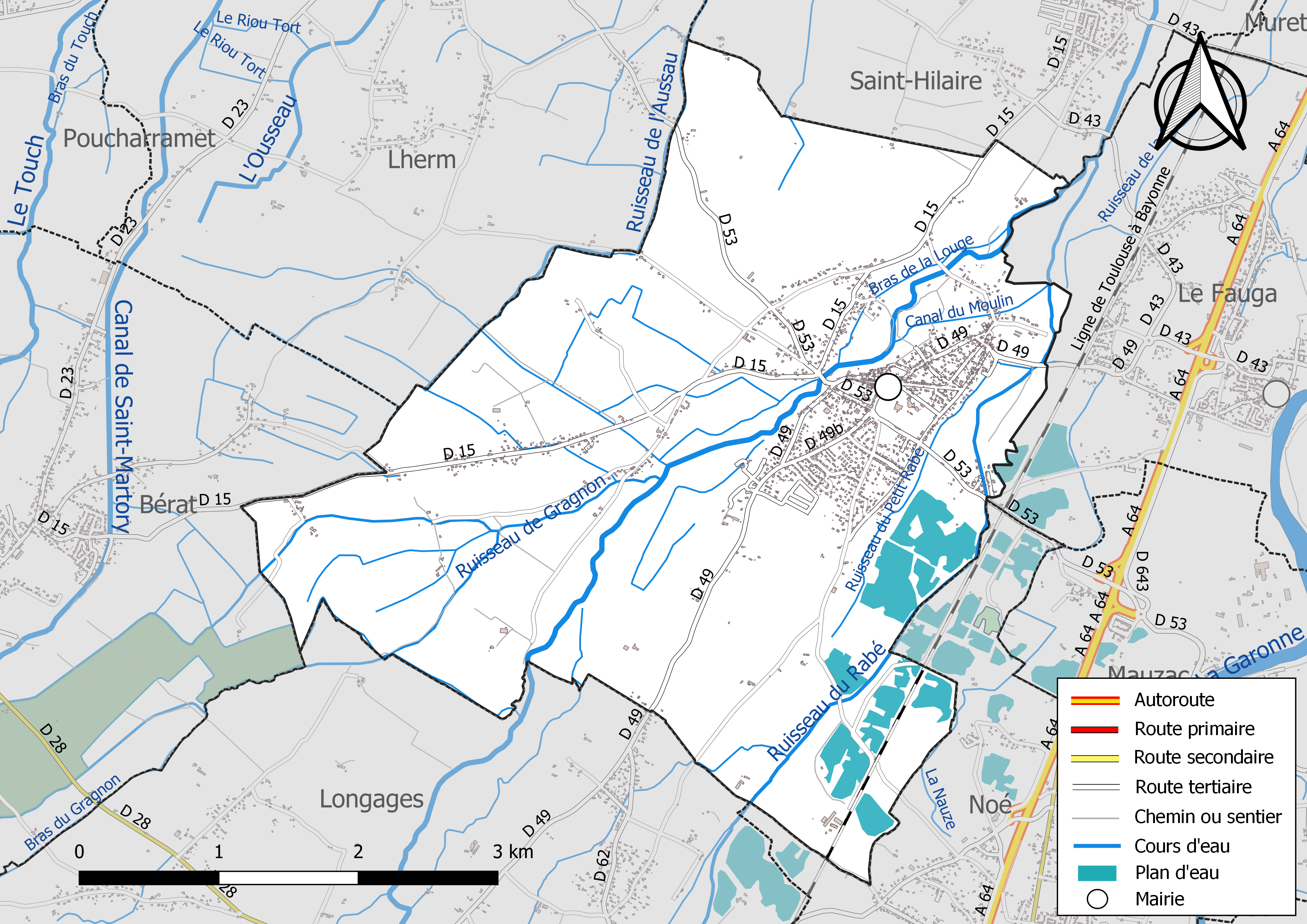
Réseaux hydrographique et routier de Lavernose-Lacasse.

La commune est dans le bassin de la Garonne, au sein du bassin hydrographique Adour-Garonne. Elle est drainée par la Louge, le ruisseau de l'Aussau, le ruisseau du Rabé, le ruisseau de Gragnon, un bras de la Louge, Canal du Moulin, la Nauze le ruisseau du Petit Rabé et par divers petits cours d'eau, constituant un réseau hydrographique de 39 km de longueur totale,.
La Louge, d'une longueur totale de 100 km, prend sa source dans la commune de Villeneuve-Lécussan et s'écoule du sud-ouest vers le nord-est. Elle traverse la commune et se jette dans la Garonne à Muret, après avoir traversé 34 communes.
Le ruisseau de l'Aussau, d'une longueur totale de 11,9 km, prend sa source dans la commune et s'écoule du sud-ouest vers le nord-est. Il traverse la commune et se jette dans la Louge à Muret, après avoir traversé 4 communes.
Le ruisseau du Rabé, d'une longueur totale de 10,3 km, prend sa source dans la commune de Marquefave et s'écoule vers le nord. Il traverse la commune et se jette dans la Louge à Le Fauga, après avoir traversé 5 communes.

### Climat
Pour des articles plus généraux, voir Climat de l'Occitanie et Climat de la Haute-Garonne.
En 2010, le climat de la commune est de type climat du Bassin du Sud-Ouest, selon une étude s'appuyant sur une série de données couvrant la période 1971-2000. En 2020, Météo-France publie une typologie des climats de la France métropolitaine dans laquelle la commune est exposée à un climat océanique altéré et est dans la région climatique Aquitaine, Gascogne, caractérisée par une pluviométrie abondante au printemps, modérée en automne, un faible ensoleillement au printemps, un été chaud (19,5 °C), des vents faibles, des brouillards fréquents en automne et en hiver et des orages fréquents en été (15 à 20 jours).
Pour la période 1971-2000, la température annuelle moyenne est de 13,1 °C, avec une amplitude thermique annuelle de 15,7 °C. Le cumul annuel moyen de précipitations est de 704 mm, avec 8,7 jours de précipitations en janvier et 5,4 jours en juillet. Pour la période 1991-2020, la température moyenne annuelle observée sur la station météorologique la plus proche, située sur la commune de Lherm à 5 km à vol d'oiseau, est de 13,6 °C et le cumul annuel moyen de précipitations est de 620,4 mm,. Pour l'avenir, les paramètres climatiques de la commune estimés pour 2050 selon différents scénarios d'émission de gaz à effet de serre sont consultables sur un site dédié publié par Météo-France en novembre 2022.

### Milieux naturels et biodiversité
Aucun espace naturel présentant un intérêt patrimonial n'est recensé sur la commune dans l'inventaire national du patrimoine naturel,,.

## Urbanisme

### Typologie
Au 1er janvier 2024, Lavernose-Lacasse est catégorisée bourg rural, selon la nouvelle grille communale de densité à sept niveaux définie par l'Insee en 2022.
Elle appartient à l'unité urbaine de Lavernose-Lacasse, une unité urbaine monocommunale constituant une ville isolée,. Par ailleurs la commune fait partie de l'aire d'attraction de Toulouse, dont elle est une commune de la couronne,. Cette aire, qui regroupe 527 communes, est catégorisée dans les aires de 700 000 habitants ou plus (hors Paris),.

### Occupation des sols
L'occupation des sols de la commune, telle qu'elle ressort de la base de données européenne d’occupation biophysique des sols Corine Land Cover (CLC), est marquée par l'importance des territoires agricoles (78,7 % en 2018), en diminution par rapport à 1990 (90,7 %). La répartition détaillée en 2018 est la suivante : 
terres arables (66,2 %), zones agricoles hétérogènes (12,4 %), zones urbanisées (12 %), eaux continentales (7,1 %), forêts (2,2 %). L'évolution de l’occupation des sols de la commune et de ses infrastructures peut être observée sur les différentes représentations cartographiques du territoire : la carte de Cassini (XVIIIe siècle), la carte d'état-major (1820-1866) et les cartes ou photos aériennes de l'IGN pour la période actuelle (1950 à aujourd'hui).

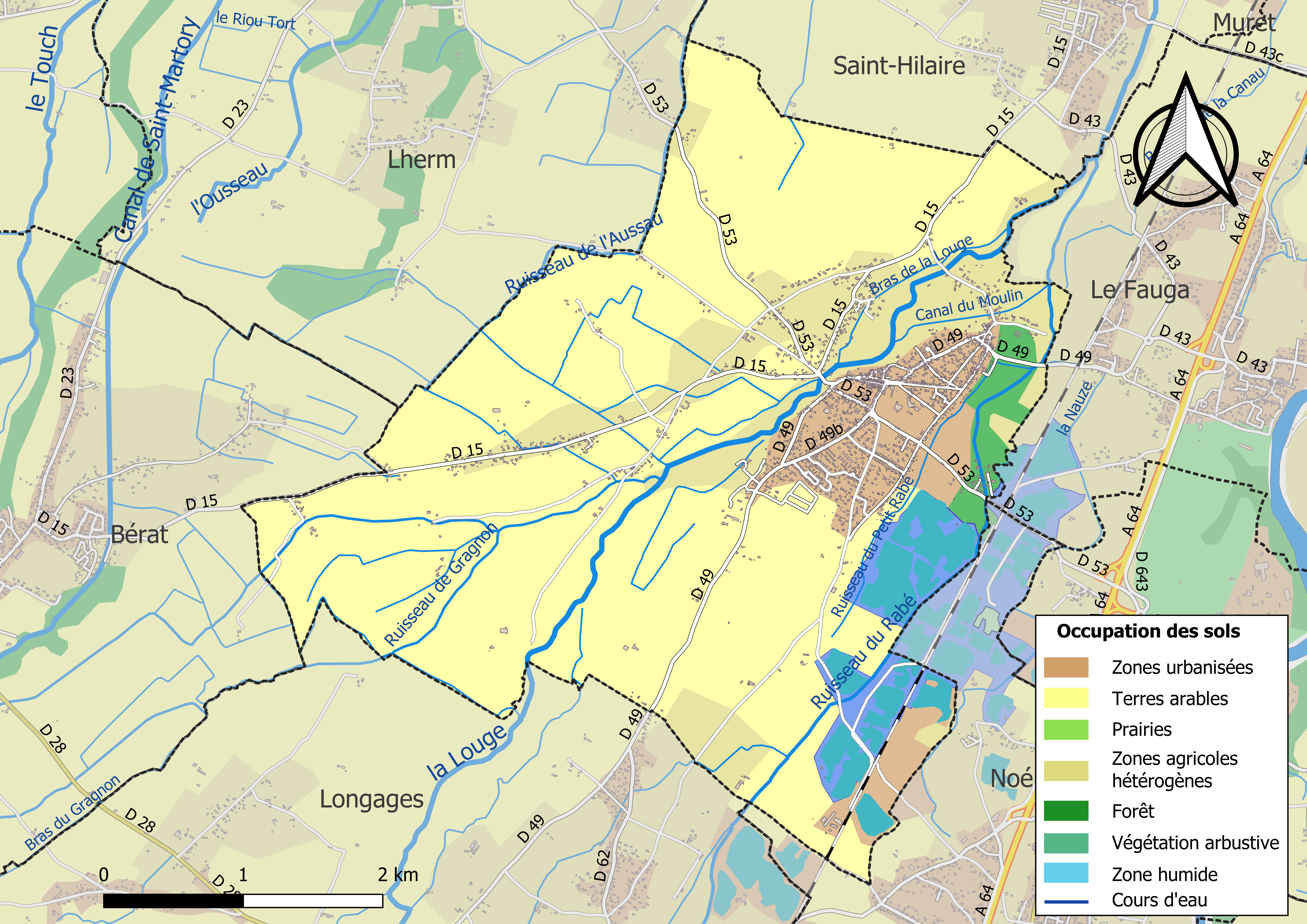
Carte des infrastructures et de l'occupation des sols de la commune en 2018 (CLC).

### Morphologie urbaine
L'essentiel des constructions qui s'étire sur une colline entre les vallées de la Louge et de son affluent le Ruisseau du Rabé.

### Logement
L'urbanisation croissante s'explique par la périurbanisation due à la proximité de Toulouse, Lavernose-Lacasse faisant partie de son aire urbaine.

### Voies de communication et transports
- Par la route : A 64, accès par la sortie :  32 ou  31.
- Par le train : gare du Fauga TER Occitanie sur la ligne de Toulouse à Bayonne
- Par l'avion : l'aéroport Toulouse-Blagnac

La ligne 313 du réseau Tisséo relie le centre de la commune à la gare de Muret, en correspondance avec la ligne D en direction de Toulouse-Matabiau.

### Risques naturels et technologiques
Lavernose-Lacasse est située sur une zone à risque d'inondation limité en bordure de la Louge et de ses affluents crue, ainsi qu'aux mouvements de terrain, affaissements et effondrements.
La commune est également concernée par un risque de séisme de 2/5 (faible).

## Toponymie
Lavernose : du toponyme gallo-romain Vernosolum, dont le nom pourrait lui-même venir des aulnes ou vergnes, très nombreux sur les rives de la Louge.
Lacasse : d'où vient le mot de Lacasse qui s'écrivait "La Casse" au début de 1800 ? Les documents n'ont pu fournir une étymologie certaine et, on n'en connait aucune, à moins de faire dériver le mot chasse, "La casso" en occitan. Dans ce cas on peut supposer comme le pays était très giboyeux, que les habitants de Vernosolem venaient souvent à la chasse de ce côté et qu'ils ont fini par désigner le lieu sous le nom la Casso et par la suite La Casse. Il n'y a pas de pièces authentiques pour reconstituer l'histoire de Lacasse.

## Histoire
Lavernose-Lacasse : à l’époque gallo-romaine, Vernosolum est une station sur la voie romaine reliant Tolosa (Toulouse) à Lugdunum Convenarum (Saint-Bertrand-de-Comminges).
Au début du XIIe siècle, le prieuré Saint-Pierre de Vernosol est édifié sur le site.
Au XIIIe siècle, le comte de Comminges et le prieur de Saint-Pierre signent un acte de paréage qui crée et délimite la bastide de Lavernose, mais ne concerne pas Lacasse dont les terres sont inféodées par le roi. Après la construction au XVIe siècle "du fort et maison du seigneur de Vernose" la protection du "pays et des lieux circonvoisins" est assurée.
Au XVIIe la seigneurie est divisée. Puis avec la Révolution se fait la réunion éphémère des deux communes "dans l’intérêt de la République !".
Malgré l’abandon de nouveaux projets au cours du XIXe siècle, les deux communes déjà réunies en une même paroisse, décident de fusionner : le 19 mars 1964 naît la commune Lavernose-Lacasse. Le château, devenu propriété municipale, abrite la mairie.

## Politique et administration

### Administration municipale
Le nombre d'habitants au recensement de 2017 étant compris entre 2 500 habitants et 3 499 habitants, le nombre de membres du conseil municipal pour l'élection de 2020 est de vingt-trois,.

### Rattachements administratifs et électoraux
Lavernose-Lacasse appartient à l'arrondissement et au canton de Muret depuis sa création en 1801.
Pour l’élection des députés, la commune fait partie de la septième circonscription de la Haute-Garonne, représentée depuis 2017 par Élisabeth Toutut-Picard (LREM).

### Intercommunalité
La commune appartient à la communauté d'agglomération du Muretain (CAM) devenue Le Muretain Agglo fin 2015.

### Liste des maires
| Période    | Période                   | Identité      | Étiquette  | Qualité                                 |
| ---------- | ------------------------- | ------------- | ---------- | --------------------------------------- |
| avril 1964 | 1978                      | Maurice Rougé |            |                                         |
| 1978       | mars 2001                 | Jacques Pons  |            | Médecin                                 |
| mars 2001  | En cours (au 25 mai 2020) | Alain Delsol  | CPNT → LMR | Agriculteur Réélu en 2008, 2014 et 2020 |

### Tendances politiques et résultats
- Élection municipale de 2020

### Jumelages
- San Bartolomé de las Abiertas (Espagne) depuis 2014
Le 16 mai 2014, Lavernose-Lacasse signe son jumelage avec San Bartolomé de las Abiertas.

## Population et société

### Démographie
| 1793 | 1800 | 1806 | 1821 | 1831 | 1836 | 1841 | 1846 | 1851 |
| ---- | ---- | ---- | ---- | ---- | ---- | ---- | ---- | ---- |
| 483  | 424  | 451  | 569  | 530  | 550  | 592  | 611  | 606  |

| 1856 | 1861 | 1866 | 1872 | 1876 | 1881 | 1886 | 1891 | 1896 |
| ---- | ---- | ---- | ---- | ---- | ---- | ---- | ---- | ---- |
| 553  | 536  | 590  | 527  | 528  | 529  | 557  | 525  | 503  |

| 1901 | 1906 | 1911 | 1921 | 1926 | 1931 | 1936 | 1946 | 1954 |
| ---- | ---- | ---- | ---- | ---- | ---- | ---- | ---- | ---- |
| 484  | 520  | 521  | 519  | 505  | 502  | 504  | 464  | 487  |

| 1962 | 1968  | 1975  | 1982  | 1990  | 1999  | 2004  | 2006  | 2009  |
| ---- | ----- | ----- | ----- | ----- | ----- | ----- | ----- | ----- |
| 563  | 1 041 | 1 126 | 1 289 | 1 517 | 1 943 | 2 276 | 2 462 | 2 673 |

| 2014  | 2019  | 2022  | - | - | - | - | - | - |
| ----- | ----- | ----- | - | - | - | - | - | - |
| 2 841 | 3 255 | 3 665 | - | - | - | - | - | - |

| selon la population municipale des années : | 1968 | 1975 | 1982 | 1990 | 1999 | 2006 | 2009 | 2013 |
| Rang de la commune dans le département      | 72   | 72   | 89   | 87   | 82   | 78   | 74   | 76   |
| Nombre de communes du département           | 592  | 582  | 586  | 588  | 588  | 588  | 589  | 589  |

## Culture locale et patrimoine

### Lieux et monuments

#### L'église

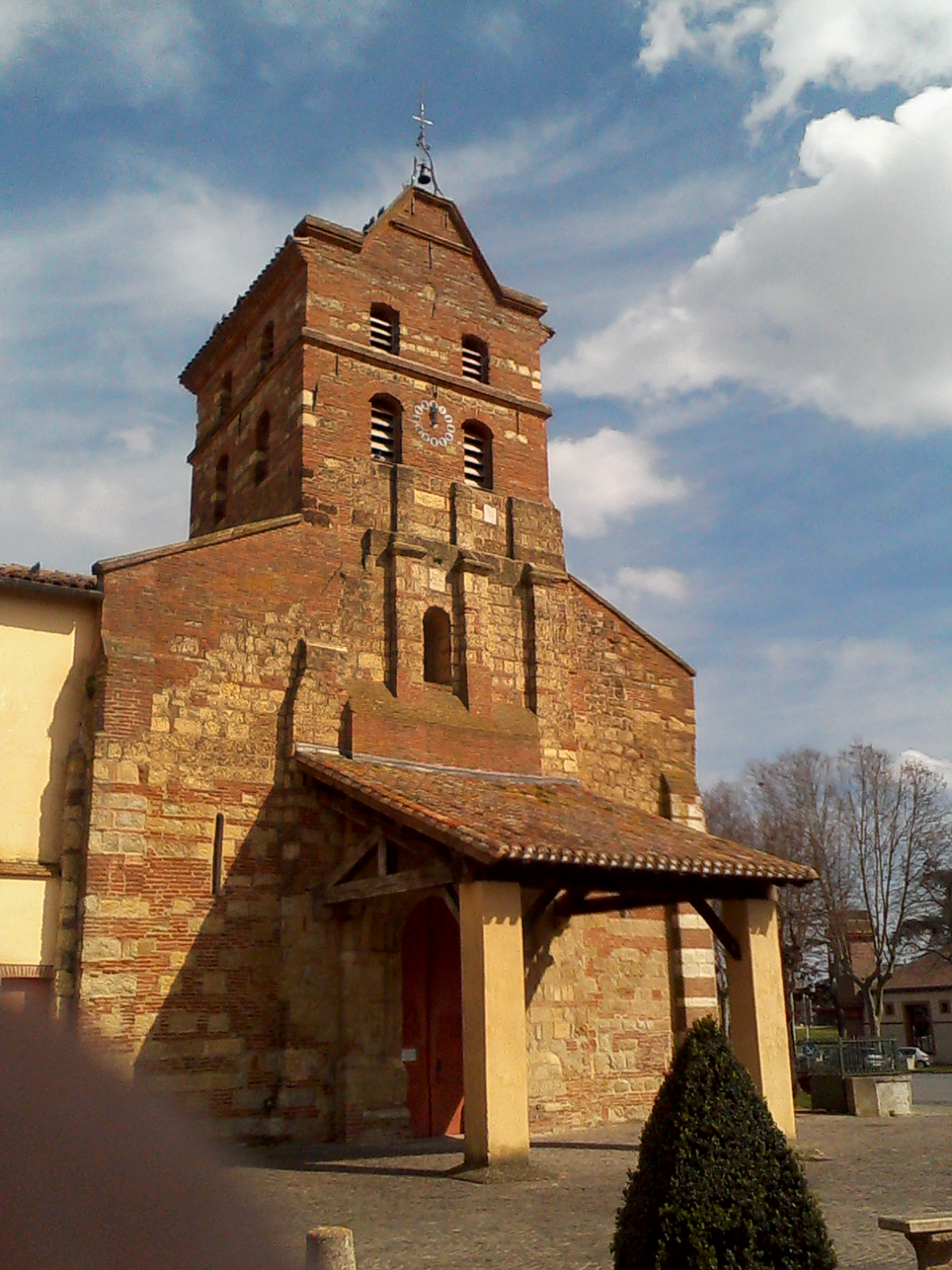
Église Saint-Pierre-et-Saint-Paul.

L’église Saint-Pierre-et-Saint-Paul de Lavernose datant du XIIe siècle a été inscrite au titre des monuments historiques en 1950.
L’évêque du Comminges la consacre en 1136 et la place sous le vocable de saint Pierre et saint Paul le 6 des calendes de mai. Le reliquaire se trouve dans le pilier du milieu, postérieur à la Révolution.
En 1259, une bastide se forme autour de l’église. La tour se bâtit au XIXe siècle avec un escalier d’accès au clocher qui auparavant passait à l’intérieur. Le plafond et la charpente datent du XVIe siècle.
Forte construction massive à l’extérieur, elle est doublée de contreforts qui partent de la base et s’élèvent jusqu’à la toiture. Ses bas côtés sont à la hauteur de la nef, principale particularité de la région.
D’architecture byzantine, elle possède 3 nefs à 5 travées terminées par une abside entourées d’absidioles. Les voûtes datent de 1827 et reposent sur 12 piliers et 14 pilastres. Les 4 premiers piliers soutiennent la voûte du clocher, les 4 derniers sont à colonnes couronnées d’élégants chapiteaux. L’harmonie est réussie.
Le portail apparaît à voussure en plein cintre sans tympan. Sur les façades ouest et nord, on remarque des chrismes (symboles chrétiens sculptés). Les peintures du XIXe siècle représentent la religion de l’époque.
Les ouvertures furent agrandies aux XVIIe et XVIIIe siècles, la sacristie construite au XIXe siècle ainsi que les collatéraux.

#### Lamairie

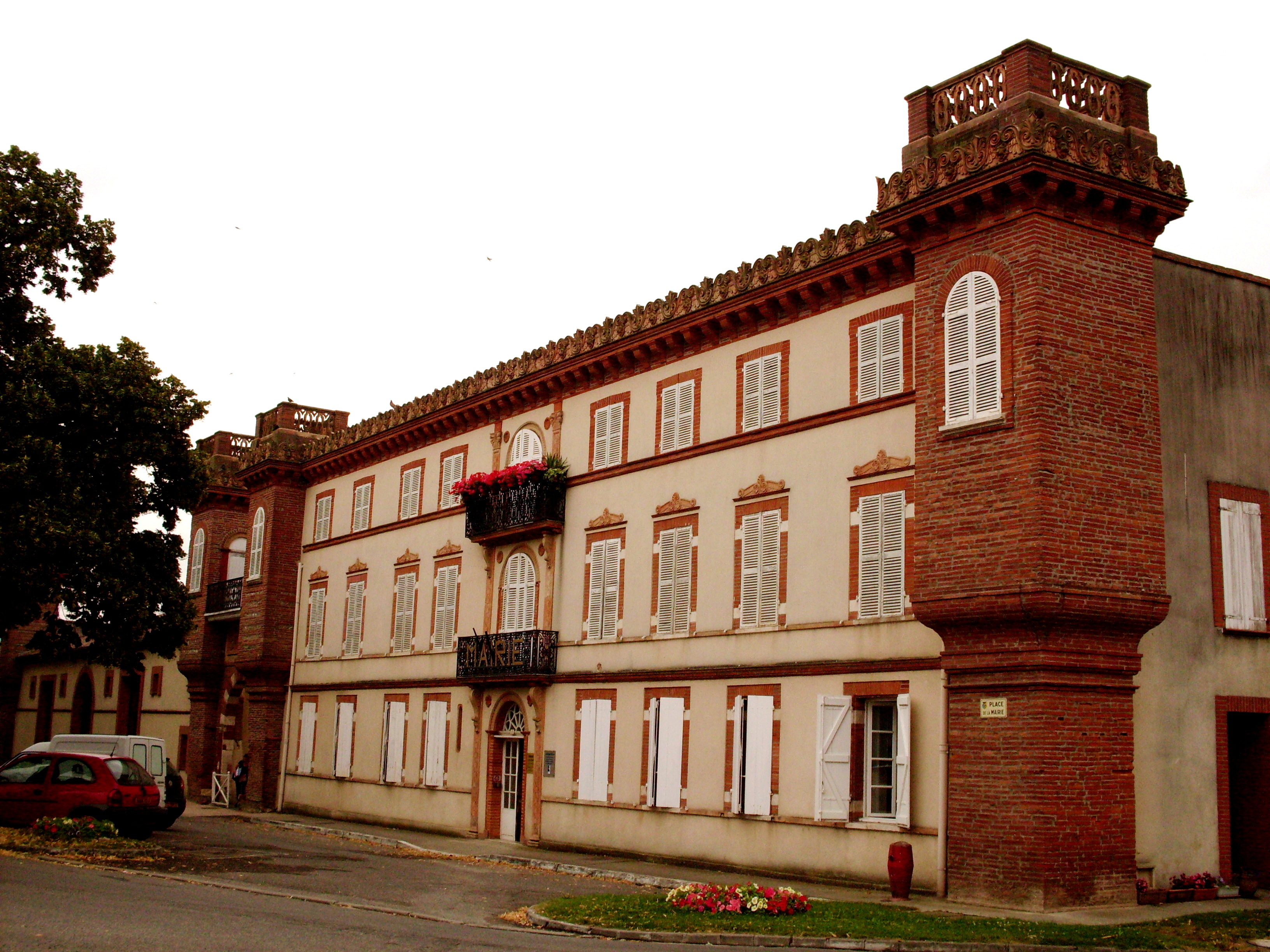
Mairie de Lavernose.

Dès 1594, le château de Lavernose est mentionné dans des pièces d’archives relatives aux guerres de religion. Il appartient sous l’Ancien Régime aux Durand de Rivalet puis à la marquise Descodeca de Boisse. Très endommagé pendant la Révolution, il est racheté en 1822 par Ambroise Campardon, puis restauré par son fils Raymond.
En 1956, les descendants de la famille Campardon le vendent à la municipalité qui le transforme en mairie.
Les parties basses des tours du porche d’entrée présentent des bouches à feu et un encorbellement de la fin du XIXe siècle, avec un décor en terre cuite de la maison Virebent qui présente des antéfixes, une balustrade et un panneau à enroulements, des feuilles d'acanthe et des personnages mythologiques.

#### La chapelle Notre-Dame-de-la-Compassion1817

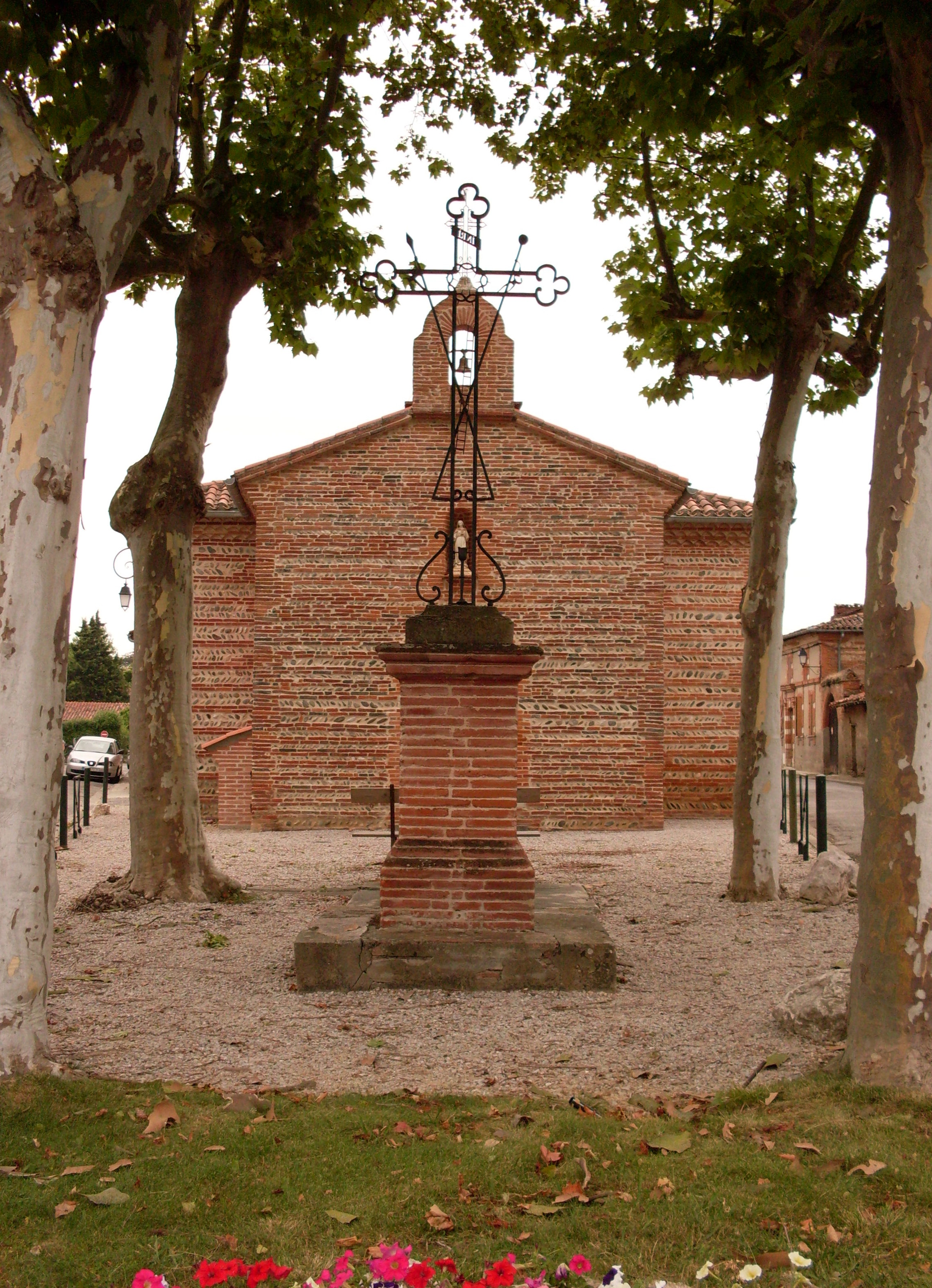
Chapelle Notre-Dame-de-la-Compassion.

Dédiée à Notre-Dame de la Compassion, la chapelle est signalée dans diverses archives dès le XVIIe siècle, mais est sans doute largement antérieure. L’édifice de l’Ancien Régime ne survit pas aux décrets de la Révolution qui ordonnent de ne conserver qu’une église par paroisse.
La chapelle, telle qu’elle est conservée et qui porte au-dessus de la porte d’entrée la date de 1817 est entièrement reconstruite au début de la Restauration, d’abord sur un plan rectangulaire, puis en 1853 sur un plan cruciforme. Sa façade présente une niche abritant une statuette de la Vierge en terre cuite et se termine par un petit clocheton.
Débutés en 2002, les travaux de restauration sont terminés. Après de longs mois derrière les échafaudages, notre chapelle du quartier Saint-Hubert renaît de ses vieux crépis. Les éléments extérieurs de décoration (cloche, statue de la Vierge, porte d’entrée) ont été remis en état par des personnes bénévoles.
Des messes y sont désormais célébrées depuis septembre 2017.

### Personnalités liées à la commune
- Jean-Baptiste Doumeng est né au lieu-dit Savignargue, commune de Lacasse, le 2 décembre 1919. Communiste progressiste proche de Mikhail Gorbatchev, il fonda la firme agro-alimentaire internationale Interagra. Il fut le maire de Noé de 1959 à 1977 et le conseiller général du canton de Carbonne de 1970 à 1976.
- Alfred Mayssonnié joueur de rugby à XV

### Héraldique
| Lavernose-Lacasse | Son blasonnement est : Tiercé en pairle: au 1er de sable à la croix cléchée et pommetée de douze pièces d'or et remplie de gueules, au 2e d'azur à la branche renversée de vergne (aulne) au naturel, au 3e d'or à la branche renversée de chêne au naturel. |

## Économie

### Revenus
En 2018  (données Insee publiées en septembre 2021), la commune compte 1 291 ménages fiscaux, regroupant 3 425 personnes. La médiane du revenu disponible par unité de consommation est de 23 720 € (23 140 € dans le département). 58 % des ménages fiscaux sont imposés (55,3 % dans le département).

### Emploi
|                | 2008  | 2013  | 2018  |
| -------------- | ----- | ----- | ----- |
| Commune        | 6,3 % | 7,3 % | 8,2 % |
| Département    | 7,7 % | 9,6 % | 9,3 % |
| France entière | 8,3 % | 10 %  | 10 %  |

En 2018, la population âgée de 15 à 64 ans s'élève à 1 979 personnes, parmi lesquelles on compte 81,7 % d'actifs (73,6 % ayant un emploi et 8,2 % de chômeurs) et 18,3 % d'inactifs,. Depuis 2008, le taux de chômage communal (au sens du recensement) des 15-64 ans est inférieur à celui de la France et du département.
La commune fait partie de la couronne de l'aire d'attraction de Toulouse, du fait qu'au moins 15 % des actifs travaillent dans le pôle,. Elle compte 369 emplois en 2018, contre 333 en 2013 et 307 en 2008. Le nombre d'actifs ayant un emploi résidant dans la commune est de 1 468, soit un indicateur de concentration d'emploi de 25,2 % et un taux d'activité parmi les 15 ans ou plus de 66,2 %.
Sur ces 1 468 actifs de 15 ans ou plus ayant un emploi, 177 travaillent dans la commune, soit 12 % des habitants. Pour se rendre au travail, 90,4 % des habitants utilisent un véhicule personnel ou de fonction à quatre roues, 3,7 % les transports en commun, 2,2 % s'y rendent en deux-roues, à vélo ou à pied et 3,6 % n'ont pas besoin de transport (travail au domicile).

### Activités hors agriculture

#### Secteurs d'activités
235 établissements sont implantés  à Lavernose-Lacasse au 31 décembre 2019. Le tableau ci-dessous en détaille le nombre par secteur d'activité et compare les ratios avec ceux du département,.
| Secteur d'activité                                                                                        | Commune | Commune | Département |
| Secteur d'activité                                                                                        | Nombre  | %       | %           |
| --- | ------- | ------- | ----------- |
| Ensemble                                                                                                  | 235     | 100 %   | (100 %)     |
| Industrie manufacturière, industries extractives et autres                                                | 14      | 6 %     | (5,7 %)     |
| Construction                                                                                              | 51      | 21,7 %  | (12 %)      |
| Commerce de gros et de détail, transports, hébergement et restauration                                    | 51      | 21,7 %  | (25,9 %)    |
| Information et communication                                                                              | 5       | 2,1 %   | (4,1 %)     |
| Activités financières et d'assurance                                                                      | 5       | 2,1 %   | (3,8 %)     |
| Activités immobilières                                                                                    | 4       | 1,7 %   | (4,2 %)     |
| Activités spécialisées, scientifiques et techniques et activités de services administratifs et de soutien | 47      | 20 %    | (19,8 %)    |
| Administration publique, enseignement, santé humaine et action sociale                                    | 45      | 19,1 %  | (16,6 %)    |
| Autres activités de services                                                                              | 13      | 5,5 %   | (7,9 %)     |

Le secteur du commerce de gros et de détail, des transports, de l'hébergement et de la restauration est prépondérant sur la commune puisqu'il représente 21,7 % du nombre total d'établissements de la commune (51 sur les 235 entreprises implantées  à Lavernose-Lacasse), contre 25,9 % au niveau départemental.

#### Entreprises et commerces
Les cinq entreprises ayant leur siège social sur le territoire communal qui génèrent le plus de chiffre d'affaires en 2020 sont : 
- Bati-Renovation, travaux de maçonnerie générale et gros œuvre de bâtiment (2 517 k€)
- Gomes Da Mota Construction, travaux de terrassement courants et travaux préparatoires (1 237 k€)
- M3 Systems - M3S, ingénierie, études techniques (1 199 k€)
- Lofamy's, activités de sécurité privée (847 k€)
- Art Beton Sud, fabrication d'éléments en béton pour la construction (601 k€)

L'agriculture basée sur la culture de céréales (maïs, blé…) a encore une place importante mais tend à diminuer en faveur de zones résidentielles liées à la proximité de l'agglomération toulousaine. L'artisanat ainsi que le commerce y sont bien représentés.

### Agriculture
La commune est dans « les Vallées », une petite région agricole consacrée à la polyculture sur les plaines et terrasses alluviales qui s’étendent de part et d’autre des sillons marqués par la Garonne et l’Ariège. En 2020, l'orientation technico-économique de l'agriculture  sur la commune est l'exploitation de grandes cultures (hors céréales et oléoprotéagineuses).
|               | 1988  | 2000 | 2010  | 2020  |
| ------------- | ----- | ---- | ----- | ----- |
| Exploitations | 49    | 19   | 19    | 16    |
| SAU (ha)      | 1 357 | 928  | 1 412 | 1 072 |

Le nombre d'exploitations agricoles en activité et ayant leur siège dans la commune est passé de 49 lors du recensement agricole de 1988  à 19 en 2000 puis à 19 en 2010 et enfin à 16 en 2020, soit une baisse de 67 % en 32 ans. Le même mouvement est observé à l'échelle du département qui a perdu pendant cette période 57 % de ses exploitations,. La surface agricole utilisée sur la commune a également diminué, passant de 1 357 ha en 1988 à 1 072 ha en 2020. Parallèlement la surface agricole utilisée moyenne par exploitation a augmenté, passant de 28 à 67 ha.

## Vie pratique

### Enseignement
Lavernose-Lacasse fait partie de l'académie de Toulouse.
L'éducation est assurée sur la commune par le groupe scolaire Henri Trentin école maternelle et école primaire. Pour le collège soit sur la commune du Lherm soit de Noé et pour les lycées sur la commune de Muret

### Culture
Médiathèque, foyer rural, salle polyvalente.

### Activités sportives
Club de badminton, basket, rugby à XV, et un club de football partagé avec Lherm, 12e étape du Tour de France 2019,

### Écologie et recyclage
La collecte et le traitement des déchets des ménages et des déchets assimilés ainsi que la protection et la mise en valeur de l'environnement se font dans le cadre de la communauté d'agglomération du Muretain.

## Pour approfondir